# Черногубово (Копыльский район)
Черногубово (бел. Чарнагу́бава) — деревня в Копыльском районе Минской области Беларуси. В составе Тимковичского сельсовета. Около деревни расположена железнодорожная станция Тимковичи.

## География
Ближайшие населённые пункты Вороновщина, Рачкевичи, Тимковичи и др.

## История
В 1908 году в Тимковичской волости Слуцкого уезда Минской губернии.
В 1924—1925 годах центр Черногубовского сельсовета.

## Население

### Численность
- 2019 год — 231 жителей

### Динамика
- 1908 год — 534 жителей, 99 дворов (застенок)[3]
- 1999 год — 414 жителей (перепись населения)
- 2009 год — 267 жителей (перепись населения)[3]
- 2019 год — 231 жителей (перепись населения)

## Достопримечательность
- Памятник жертвам репрессий[4]
- Памятник землякам, погибшим в Великой Отечественной войне

## Галерея

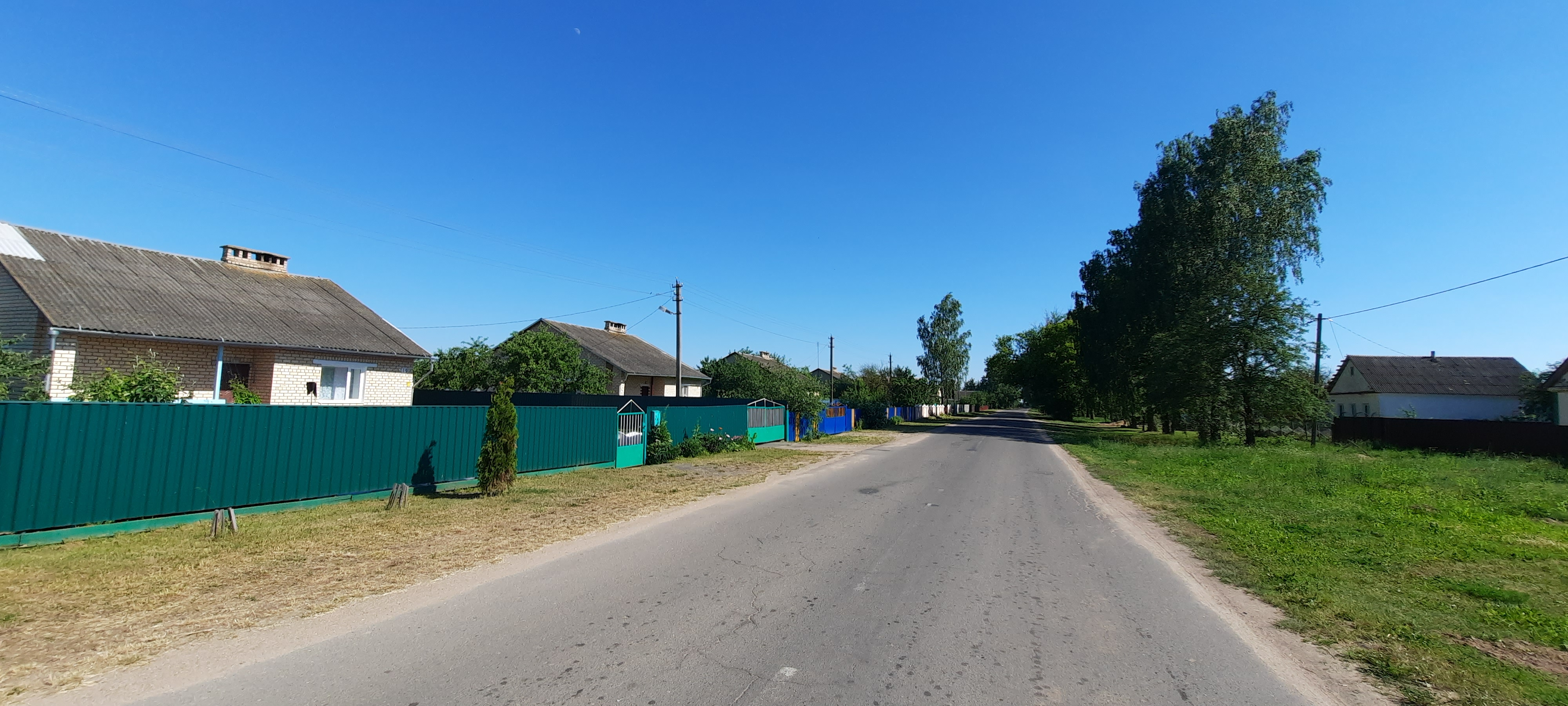
Улица в деревне
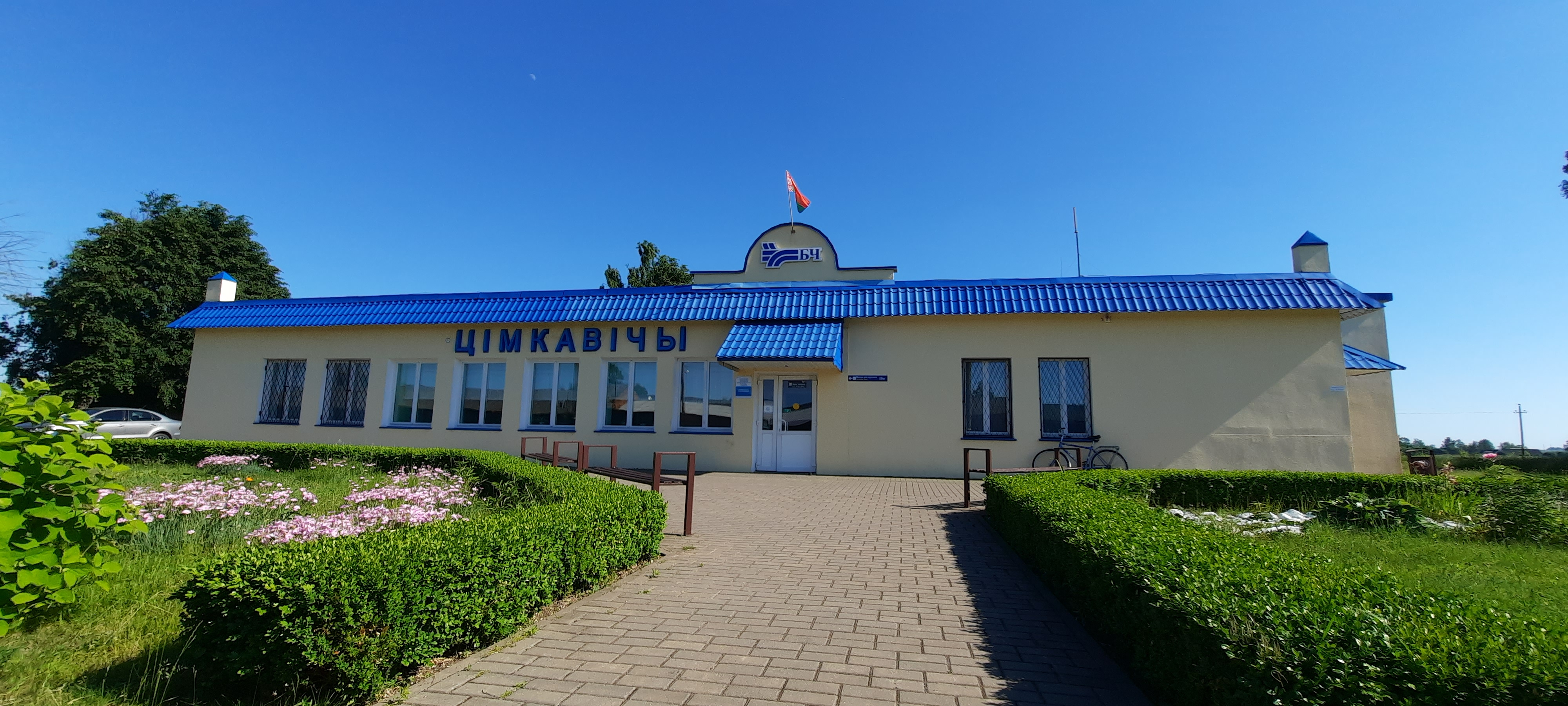
Железнодорожная станция Тимковичи
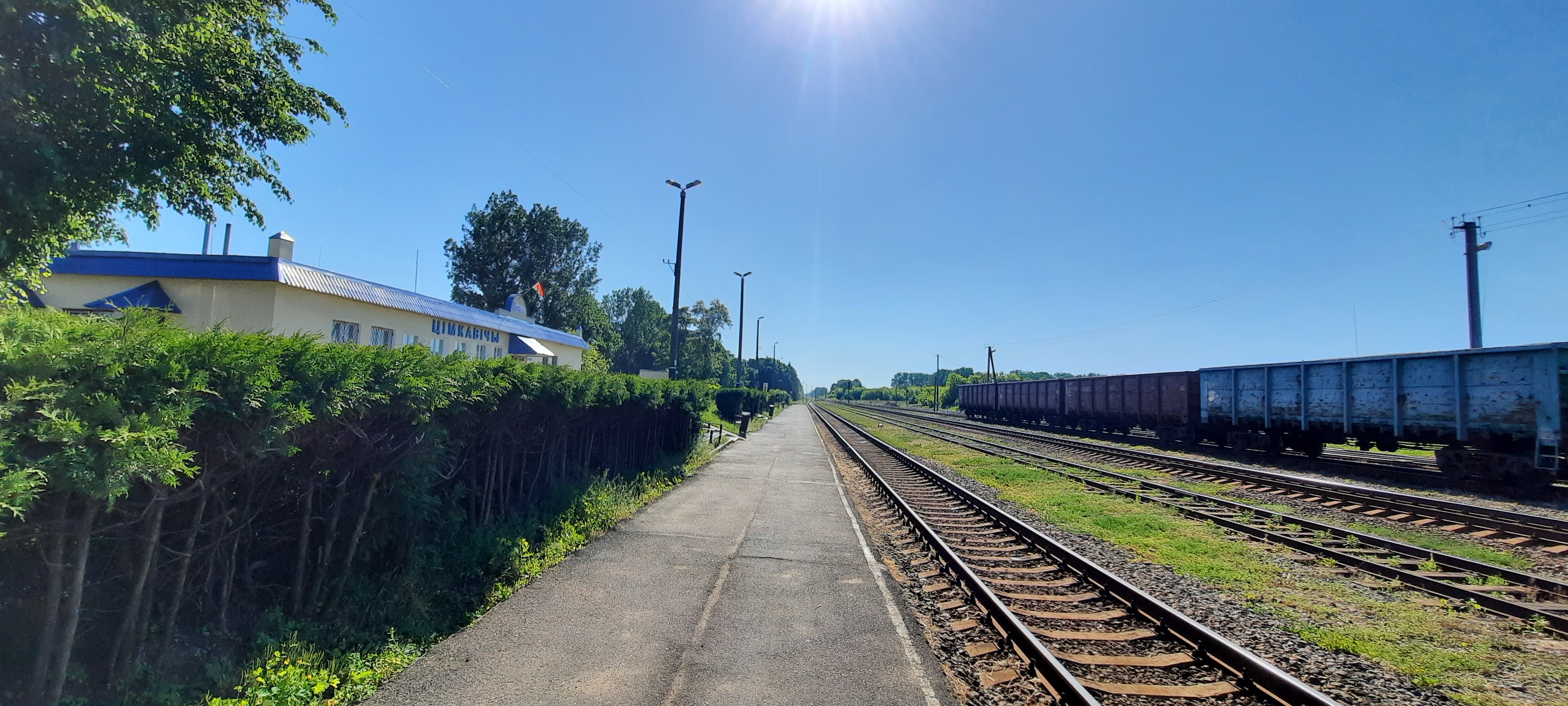
Железнодорожная станция Тимковичи